# Skræm (parochie)
Skræm is een parochie van de Deense Volkskerk in de Deense gemeente Jammerbugt. De parochie maakt deel uit van het bisdom Aalborg en telt 328 kerkleden op een bevolking van 361 (2004).
Historisch maakte de parochie deel uit van Øster Han Herred. In 1970 werd Skræm opgenomen in de nieuw gevormde gemeente Fjerritslev, die in 2007 opging in Jammerbugt.
Aaby · Alstrup · Bejstrup · Biersted · Brovst · Fjerritslev · Gjøl · Gøttrup · Haverslev · Hjortdal · Hune · Ingstrup · Jetsmark · Kettrup · Klim · Koldmose · Kollerup · Langeslund · Lerup · Øland · Øster Svenstrup · Saltum · Skræm · Torslev · Tranum · Vedsted · Vester Hjermitslev · Vester Torup · Vust